# Arrhytmus aculeatus
Arrhytmus aculeatus är en skalbaggsart som beskrevs av Leon Fairmaire 1899. Arrhytmus aculeatus ingår i släktet Arrhytmus och familjen långhorningar.
Artens utbredningsområde är Madagaskar. Inga underarter finns listade.